# Treize-Septiers
Treize-Septiers è un comune francese di 2 938 abitanti situato nel dipartimento della Vandea nella regione dei Paesi della Loira.

## Storia

### Simboli
Lo stemma di Treize-Septiers è stato adottato nel 1974.
Lo staio nello scudo fa riferimento al nome Treize-Septiers dove  Treize significa "tredici" mentre Septier è la forma locale del francese setier ("staio"), un'antica unità di misura di capacità per cereali e al contempo il contenitore a forma cilindrica con il quale venivano effettuate tali misurazioni. La coltivazione principale della zona è il grano, rappresentato dal covone.
Le torri nel capo ricordano il castello di Ganuchères, costruito nel XIV secolo su una collina vicino al villaggio.

## Società

### Evoluzione demografica
Abitanti censiti